# Listă de filme de groază din 2011
Aceasta este o listă de filme de groază din 2011.
| Titlu                                 | Regizor                          | Distribuție                                                            | Țara                                                  | Note                   |
| ------------------------------------- | -------------------------------- | ---------------------------------------------------------------------- | ----------------------------------------------------- | ---------------------- |
| 11-11-11                              | Darren Lynn Bousman              | Timothy Gibbs, Michael Landes, Denis Rafter                            | Spania · Statele Unite ale Americii                   | [ 1 ]                  |
| Apollo 18                             | Gonzalo Lopez-Gallego            | Warren Christie, Lloyd Owen, Ryan Robbins                              | Statele Unite ale Americii                            | Science-fiction horror |
| The Awakening                         | Nick Murphy                      | Rebecca Hall, Dominic West, Imelda Staunton                            | Regatul Unit al Marii Britanii și al Irlandei de Nord | [ 3 ]                  |
| The Cat                               | Byun Seung-wook                  | Park Min-yeong, Kim Dong-uk, Kim Ye-ron                                | Coreea de Sud                                         | [ 4 ]                  |
| Deadball                              | Yudai Yamaguchi                  | Tak Sakaguchi, Mari Hoshino, Miho Ninagawa                             | Japonia                                               | [ 5 ]                  |
| Detention                             | Joseph Kahn                      | Josh Hutcherson, Shanley Caswell, Spencer Locke                        | Statele Unite ale Americii                            | Comedy horror          |
| Don't Be Afraid of the Dark           | Troy Nixey                       | Guy Pearce, Katie Holmes, Bailee Madison                               | Statele Unite ale Americii                            | [ 7 ]                  |
| Drive Angry                           | Patrick Lussier                  | Nicolas Cage, Amber Heard, William Fichtner                            | Statele Unite ale Americii                            | Supernatural horror    |
| Dylan Dog: Dead of Night              | Kevin Munroe                     | Brandon Routh, Anita Briem, Sam Huntington                             | Statele Unite ale Americii                            | [ 9 ]                  |
| Final Destination 5                   | Steven Quale                     | Nicholas D'Agosto, Emma Bell, Miles Fisher                             | Statele Unite ale Americii                            | [ 10 ]                 |
| Fright Night                          | Craig Gillespie                  | Anton Yelchin, Colin Farrell, Toni Collette                            | Statele Unite ale Americii                            | [ 11 ]                 |
| Ghastly                               | Go Seok-jin                      | Han Eun-jeong, Lee Hyeong-seok, Hyo-min                                | Coreea de Sud                                         | [ 12 ]                 |
| Grave Encounters                      | The Vicious Brothers             | Sean Rogerson, Ben Wilkinson, Juan Riedinger                           | Canada · Statele Unite ale Americii                   | [ 13 ]                 |
| Hellraiser: Revelations               | Victor Garcia                    | Stephan Smith Collins, Tracey Fairaway, Steven Brand                   | Statele Unite ale Americii                            | [ 14 ]                 |
| Hostel: Part III                      | Scott Spiegel                    | Sarah Habel, Kip Pardue, Thomas Kretschmann                            | Statele Unite ale Americii                            | [ 15 ]                 |
| The Human Centipede 2 (Full Sequence) | Tom Six                          | Laurence R. Harvey, Ashlynn Yennie                                     | Regatul Unit al Marii Britanii și al Irlandei de Nord | [ 16 ]                 |
| Inbred                                | Alex Chandon                     |                                                                        |                                                       | [ 17 ]                 |
| The Innkeepers                        | Ti West                          | Sara Paxton, Pat Healy, Kelly McGillis                                 | Statele Unite ale Americii                            | [ 18 ]                 |
| Laddaland                             | Sophon Sakdaphisit               | Saharat Sangkapricha, Piyathida Woramusik, Athipich Chutiwatkajornchai | Thailanda                                             | [ 19 ]                 |
| Last Screening                        | Laurent Achard                   | Pascal Cervo, Charlotte Van Kemmel, Karole Rocher                      | Franța                                                | [ 20 ]                 |
| Livid                                 | Alexandre Bustillo, Julien Maury | Chloé Coulloud, Jeremy Kapone, Catherine Jacob                         | Franța                                                | [ 21 ]                 |
| Marianne                              | Filip Tegstedt                   | Peter Stormare, Thomas Hedengran, Sandra Larsson                       | Suedia                                                | [ 22 ]                 |
| Mysterious Island                     | Rico Chung                       | Jordan Chan, Mini Yang, Hiro Hayama                                    | Republica Populară Chineză                            | [ 23 ]                 |
| Panic Button                          | Chris Crow                       |                                                                        | Regatul Unit al Marii Britanii și al Irlandei de Nord | [ 24 ]                 |
| Paranormal Activity 3                 | Henry Joost, Ariel Schulman      |                                                                        | Statele Unite ale Americii                            | [ 25 ]                 |
| The Perfect House                     | Affandi Abdul Rachman            | Cathy Sharon, Bella Esperance, Endy Arfian                             | Indonezia                                             | [ 26 ]                 |
| Quarantine 2: Terminal                | John Pogue                       | Mercedes Masohn, Josh Cooke, Ignacio Serricchio                        | Statele Unite ale Americii                            | [ 27 ]                 |
| Red Riding Hood                       | Catherine Hardwicke              | Amanda Seyfried, Gary Oldman, Billy Burke                              | Statele Unite ale Americii                            | [ 28 ]                 |
| Red State                             | Kevin Smith                      | Michael Angarano, Kyle Gallner, Nicholas Braun                         | Statele Unite ale Americii                            | [ 29 ]                 |
| Resurrection                          | Woo Ming Jin, Pierre André       | Shaarnaz Ahmad, Nisha Dirr, Cut Mutia                                  | Malaysia                                              | [ 30 ]                 |
| Scream 4                              | Wes Craven                       | Neve Campbell, Courteney Cox, David Arquette                           | Statele Unite ale Americii                            | [ 31 ]                 |
| Shark Night 3D                        | David R. Ellis                   | Sara Paxton, Dustin Milligan, Chris Carmack                            | Statele Unite ale Americii                            | [ 32 ]                 |
| The Task                              | Alex Orwell                      | Alexandra Staden, Victor McGuire, Adam Rayner                          | Statele Unite ale Americii                            | [ 33 ]                 |
| The Thing                             | Matthijs van Heijningen Jr.      | Mary Elizabeth Winstead, Joel Edgerton, Ulrich Thomsen                 | Statele Unite ale Americii                            | [ 34 ]                 |
| Tomie Unlimited                       | Noboru Iguchi                    | Moe Arai, Miu Nakamura, Maiko Kawakami                                 | Japonia                                               | [ 35 ]                 |
| Tormented                             | Takashi Shimizu                  | Hikari Mitsushima, Teruyuki Kagawa, Takeru Shibuya                     | Japonia                                               | [ 36 ]                 |
| The Tunnel                            | Carlo Ledesma                    | Bel Deliá, Andy Rodoreda, Steve Davis                                  | Australia                                             | [ 37 ]                 |
| Twixt                                 | Francis Ford Coppola             | Val Kilmer, Bruce Dern, Elle Fanning                                   | Statele Unite ale Americii                            | [ 38 ]                 |
| The Wicker Tree                       | Robin Hardy                      | Christopher Lee, Clive Russell                                         | Statele Unite ale Americii                            | [ 39 ]                 |
| The Woman                             | Lucky McKee                      | Sean Bridgers, Angela Bettis, Pollyanna McIntosh                       | Statele Unite ale Americii                            | [ 40 ]                 |